# Hector Gratton
Joseph Thomas Hector Gratton (* 13. August 1900 in Hull, Québec; † 16. Juli 1970 in Montreal) war ein kanadischer Komponist, Arrangeur, Dirigent und Musikpädagoge.

## Leben und Wirken
Gratton studierte Klavier bei Alphonse Martin und Alfred La Liberté sowie Musiktheorie bei Oscar O’Brien, Alfred Whitehead und Albertine Morin-Labrecque. In den 1920er Jahren arbeitete er als Arrangeur und Klavierbegleiter für den Folksänger Charles Marchand, mit dem er u. a. bei den Canadian Folk Song and Handicraft Festivals von 1927 bis 1930 in Quebec auftrat.
In der Zeit der Weltwirtschaftskrise widmete er sich dem neu aufkommenden Rundfunk und trat u. a. in Félix Leclercs Radioreihe Je me souviens auf. Mit seiner sinfonischen Dichtung Légende, die er unter dem Pseudonym Ben Marcato veröffentlichte, erhielt er 1937 den Jean-Lallemand-Preis. Das Werk wurde im gleichen Jahr in einem Subskriptionskonzert unter Leitung und Wilfrid Pelletier und im Folgejahr vom Toronto Symphony Orchestra unter Ernest MacMillan wiederaufgeführt. 1945 entstand die Musik zu Cécile Chabots Weihnachtsgeschichte L'Imagerie, die im Rundfunk der CBC gesendet wurde. Ebenfalls von Gratton stammt die Musik zu dem Film Un homme et son péché (1949).

## Werke
- Première Danse canadienne für Violine und Klavier, 1927
- Deuxième Danse canadienne für Violine und Klavier oder Streicher, 1928
- Réminiscence für Violine und Klavier, 1928
- Troisième Danse canadienne für Violine und Klavier oder Orchester, um 1930
- Quatrième Danse canadienne für Violine und Klavier oder Streicher, 1935
- Légende, sinfonische Dichtung für Orchester, 1937
- Chanson écossaise für Violine und Klavier, 1940
- La Joie de vivre für Klavier, um 1940
- Tendresse für Klavier, um 1940
- Musik zum Hörspiel L'Imagerie, 1945
- Coucher de soleil für Streichorchester und Klavier, 1947
- Fantasia on Two French Canadian Folk Songs für Orchester, 1950
- Fantasia sur 'V'là l'bon vent'  für Orchester, 1952
- Dansons le Carcaillou für Orchester,  1952
- Crépuscule für Klavier, 1952
- Variations libres sur 'Isabeau s'y promène'  für Orchester, 1954
- Conte für Klavier, 1954
- Les Feux follets, Ballett, 1952
- La Légende de l'arbre sec, Ballett
- Le Pommier, Ballett
- Marie Madeleine, Ballett